# Ԅ
Ԅ, ԅ – litera rozszerzonej cyrylicy, wykorzystywana w alfabecie Mołodcowa służącym do zapisu języka komi w latach 1920–1929 oraz 1936–1939. Litera ta służyła do oznaczania dźwięku [zʲ].

## Kodowanie
| Znak                   | Ԅ                                | Ԅ                                | ԅ                              | ԅ                              |
| ---------------------- | -------------------------------- | -------------------------------- | ------------------------------ | ------------------------------ |
| Nazwa w Unikodzie      | cyrillic capital letter komi zje | cyrillic capital letter komi zje | cyrillic small letter komi zje | cyrillic small letter komi zje |
| Kodowanie              | dziesiątkowo                     | szesnastkowo                     | dziesiątkowo                   | szesnastkowo                   |
| Unicode                | 1284                             | U+0504                           | 1285                           | U+0505                         |
| UTF-8                  | 212 132                          | d4 84                            | 212 133                        | d4 85                          |
| Odwołania znakowe SGML | &#1284;                          | &#x0504;                         | &#1285;                        | &#x0505;                       |